# .bbc
.bbc – domena najwyższego poziomu stosowana przez brytyjskiego nadawcę publicznego, British Broadcasting Corporation. Została ona zarejestrowana przez ICANN w dniu 21 marca 2015 roku. 
Na 2023 rok w domenie .bbc jest dostępne 6 domen drugiego poziomu.
Jednym z przykładów zastosowania tej domeny może być social.bbc, która została uruchomiona wskutek eksperymentu BBC z Mastodonem.